# Nikola Portner
Nikola Portner, född 19 november 1993, är en schweizisk handbollsmålvakt som spelar för SC Magdeburg och det schweiziska landslaget.

## Meriter i urval
- EHF Champions League 2018 med Montpellier HB och 2023 med SC Magdeburg
- Tysk mästare 2024 med SC Magdeburg
- IHF Super Globe 2022 och 2023 med SC Magdeburg
- DHB-Pokal 2024 med SC Magdeburg
- Schweiziska mästerskapet 2015 och 2016 med Kadetten Schaffhausen

Individuella utmärkelser
- All-Star Team LNH Division 1 2021/22[2]